# 양수경
양수경(梁守景/梁秀敬, 1965년 10월 17일~)은 대한민국의 가수 겸 유튜버이다. 본관은 제주 양씨(濟州 梁氏)이다.
국악예술고등학교와 서울예술대학 영화과를 졸업하였다. 1988년 이래 가수 활동과 함께 CF, 광고 모델로도 활동했다. 1988년에 1집 《바라볼 수 없는 그대》로 정식 데뷔하였다. 가수로서의 대표곡은 〈사랑은 창밖에 빗물 같아요〉, 〈그대는〉, 〈잊을래〉, 〈바라볼 수 없는 그대〉, 〈당신은 어디 있나요〉,〈사랑은 차가운 유혹〉, 〈이별의 끝은 어디인가요〉 등이 있다.
2016년 7월 6일 바비 킴이 속해있는 소속사와 계약을 맺고 17년만에 첫 미니앨범 타이틀곡 '사랑 바보'라는 곡으로 컴백하였다. 최근에는 요리와 관련된 유튜버로 활동하고 있다.

## 학력
- 서울연촌초등학교(졸업, 1978)
- 상계여자중학교(졸업, 1981)
- 서울국악예술고등학교(졸업, 1984)
- 서울예술대학교 영화과(졸업, 1984~1986)

## 앨범

### 정규 앨범
- 친구 생각 / 내 님은 예쁜새(1984년)
- 1집 《바라 볼 수 없는 그대》(1988년)
- 2집 《사랑은 창밖에 빗물 같아요》(1989년)
- 3집 《당신은 어디 있나요》(1990년)
- 4집 《Asian Dream》(1991년)
- 5집 《한 번 더 생각해 봐요》(1992년)
- 6집 《잊어야 할 때》(1993년)
- 7집 《혼자만의 슬픔》(1994년)
- 8집 《Blue Wedding》(1996년)
- 9집 《후애》(後愛, 1999년)

### 미니 앨범
- 《양수경 미니앨범》(2016년)

### 디지털 싱글
- 《양수경 애련》(2017년)
- 《사랑하세요》(2020년)
- 《옛날에 금잔디》(2025년)

### 베스트 앨범
- 《양수경 골든》
- 《양수경 Best》
- 《양수경 카페음악 1, 2, 3》
- 《양수경 BEST OF BEST》

### 참여 앨범
- 1994년 프로젝트 혼성트리오《투앤원 앨범》(양수경, 선동열, 이종범)
- 《애정의 조건 OST》
- 《소문난 칠공주 OST》
- 《소금인형 OST》
- 《내 인생의 황금기 OST》
- 《플래티넘 시리즈》
- 《현이와 덕이 오마쥬 앨범》[1]

## 출연작

### 방송
- 1988년 MBC  《화요일에 만나요》
- 1990년 MBC  《토요일! 토요일은 즐거워》
- 1991년 MBC  《우정의 무대》
- 1991년 MBC 《유쾌한 스튜디오》
- 1991년 KBS2 《토요대행진》
- 1991년 KBS2 《신혼은 아름다워》
- 1991년 KBS2 《가족오락관》
- 1991년 MBC 《우리들의 노래》
- 1992년 KBS2 《한바탕 웃음으로》
- 1992년 SBS 《SBS 인기가요》 (스페셜 MC)
- 1992년 MBC 《즐거운 세상》
- 1992년 SBS 《자니윤 이야기 쇼》
- 1992년 KBS2 《TV 유쾌한 응접실》
- 1992년 SBS 《빙글빙글 퀴즈》
- 1992년 MBC 《일요큰잔치》
- 1992년 KBS2 《퀴즈 탐험 신비의 세계》
- 1993년 KBS2 《폭소대작전》
- 1993년 SBS 《깜짝 비디오 쇼》
- 1993년 SBS 《주부만세》
- 1994년 MBC 《오늘은 좋은날》
- 1994년 KBS2 《체험 삶의 현장》
- 1995년 KBS2 《TV는 사랑을 싣고》
- 1996년 SBS 《좋은 친구들》
- 2016년 KBS2 《불후의 명곡 - 전설을 노래하다》
- 2016년 KBS1 《콘서트 7080》
- 2016년 MBC 《레전드 토토가》
- 2016년 MBN 《아궁이》
- 2016년 TV조선 《TV조선 뉴스현장》
- 2016년 TV조선 《스타쇼 원더풀데이》
- 2016년 EBS1 《EBS 스페이스 공감》
- 2017년 TV조선 《애정통일! 남남북녀》
- 2017년 MBC 《섹션TV 연예통신》
- 2017년 SBS 《불타는 청춘》
- 2017년 TV조선 《스타 고향맛집》
- 2018년 tvN 《수요미식회》
- 2018년 MBC 《미스터리 음악쇼 복면가왕》 - 뭘 준비할지 몰라 다 준비했어 과일바구니 <참가자>
- 2020년 MBN 《라스트 싱어》
- 2021년 JTBC 《다큐 플러스 161회 : 건강 프로젝트 생명의 불꽃 효소》- 내레이션
- 2025년 TV조선 《조선의 사랑꾼》(74-75회)

### 라디오
- KBS 해피FM 《임백천의 라디오 7080》
- SBS 러브FM 《최백호의 낭만시대》
- SBS 러브FM 《김흥국, 봉만대의 털어야 산다》
- TBS 《김미화 나선홍의 유쾌한만남》

## 광고 내역
- 한국유나이티드 멘토스(1989년)
- 동산유지 코코 51 비누(1990년)
- 해태HTB 매실방(1992년) - 태진아와 함께 출연.
- 아이엠화장품(1993년)

## 수상
- 동경가요제 특별(1989년)
- 일간스포츠 주최 10대 가수상(1989년)
- KBS 10대 가수상(1989년)
- MBC 10대 가수상(1989년)
- 전 일본 유선방송협회 음악상(23회, 1990년)
- 일본유선방송협회(TBS-TV) 신인상(1990년)
- KBS(한국) 10대 가수상(1990년)
- 뮤직박스 가요대상 특별부문상 양수경(1990년)
- 일본 도시바 EMI 골든 디스크상(1991년)
- ABU 가요제 한국 대표로 참가 골든 카이트상(1991년)
- KBS(한국) 10대 가수상(1991년)
- 일간스포츠 골든디스크상(1991년)
- ABU 국제가요제 <사랑은 차가운 유혹>으로 최우수인기가수상(1991년)
- 일본 NHK-TV 아시아5대 스타상(1992년)
- 스포츠서울 7대 가수상(1992년)
- 일간스포츠 골든디스크상(1992년)
- 주간 기자협회 골든스타상(1992년)
- KBS 10대 가수상 수상(1992년)
- MBC 10대 가수상 수상(1992년)
- 94 러시아 백야축제 <혼자만의 슬픔>으로 금상(1994년)
- ABU 국제가요제 최우수인기가수상(1994년)

## 인기곡
- 〈사랑은 창밖에 빗물 같아요〉
- 〈그대는〉
- 〈바라볼 수 없는 그대〉
- 〈사랑은 차가운 유혹〉
- 〈당신은 어디 있나요〉
- 〈혼자만의 슬픔〉
- 〈이별의 끝은 어디인가요〉
- 〈외면〉
- 〈못다한 고백〉
- 〈잊을래〉

## 기타
- 취미: 요리, 낙서, 영화보기
- 특기: 춤

## 같이 보기
- 서울국악예술고등학교
- 서울예술전문대학
- 가요톱10
- 강변가요제
- 김완선
- 이지연
- 이선희
- 전영록